# 钼酸铟
钼酸铟是一种无机化合物，化学式为In2(MoO4)3。它可由氧化铟和三氧化钼，或硝酸铟和仲钼酸铵在高温反应制得。它和钼酸亚铊反应，可以得到TlIn(MoO4)2。它可以形成In2Mo3-xWxO12（x=0~3）固溶体。